# Zell (Riedlingen)

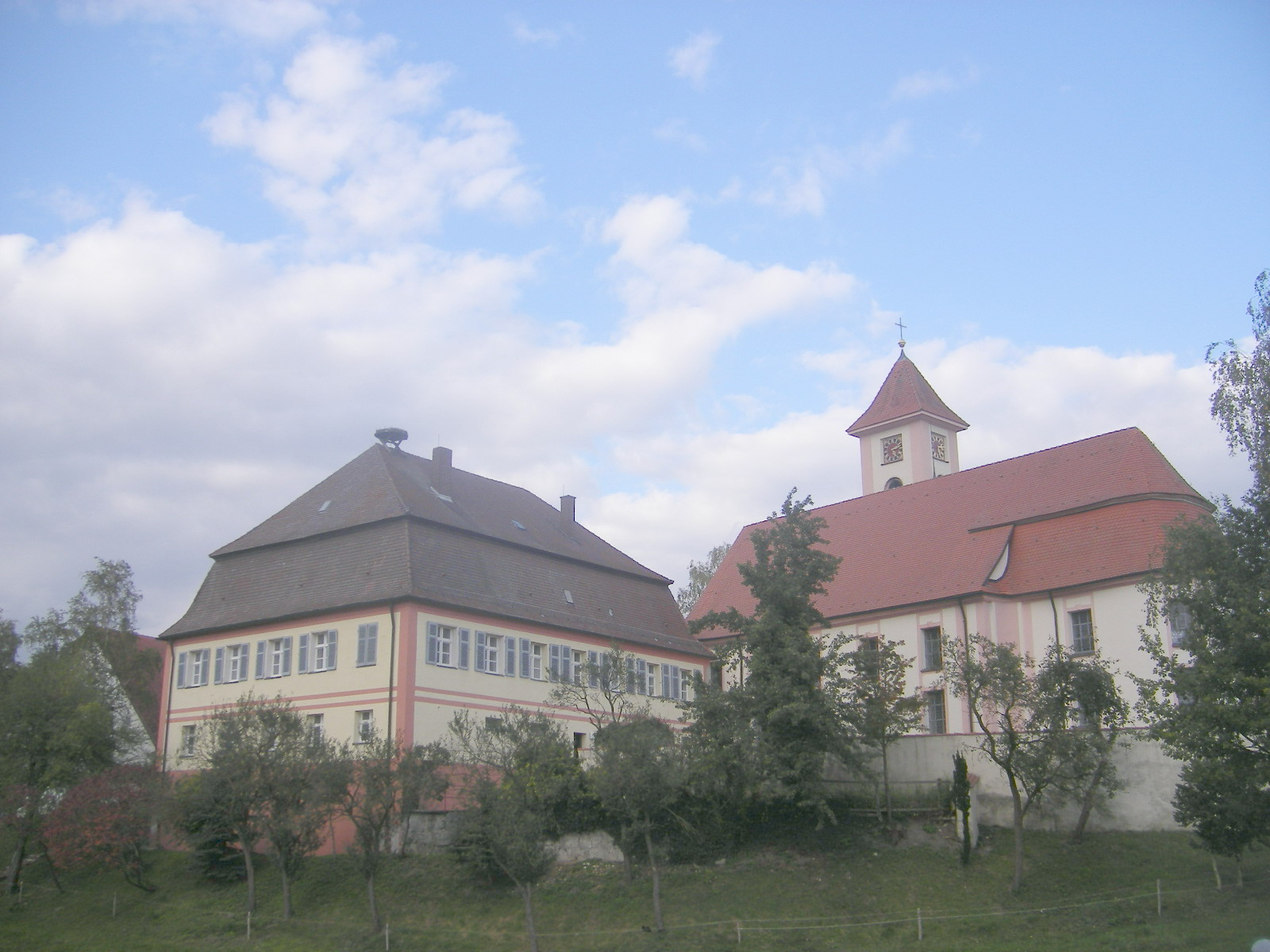
Kirche St. Gallus und Pfarrhaus

Zell ist ein Ortsteil von Riedlingen im Landkreis Biberach in Baden-Württemberg. Das Dorf, rund vier Kilometer nördlich von Riedlingen, wurde am 1. Oktober 1974 als Ortsteil von Bechingen in die Stadt Riedlingen eingemeindet. Der Ort hatte im März 2016 128 Einwohner.

## Geographie
Der Ort liegt auf einer hochwassergesicherten Terrasse, die durch eine enge Schleife der Donau gebildet wird.

## Geschichte
Der Ort wird 790 als „Rammesauwa“ erstmals erwähnt. Zell kam 1352 an die Benediktinerabtei Zwiefalten und wurde im Rahmen der Säkularisation 1802 württembergisch.
Bis zur Kreisreform am 1. Januar 1973 gehörte Zell zum Landkreis Ehingen und wechselte dann in den Landkreis Biberach.
Am 27. Juli 2025 ereignete sich bei Zell der Eisenbahnunfall von Riedlingen mit drei Toten und 36 Verletzten.

## Sehenswürdigkeiten
Das Pfarrhaus wurde 1781 als Sommersitz der Äbte von Zwiefalten erbaut. Die Größe und die Architektur des Bauwerks entsprechen einem kleinen Schloss.
Die Kirche St. Gallus ist ein klassizistischer Saalbau mit einem Deckengemälde von Januarius Zick (1730–1797).